# آرثر درايسديل
آرثر درايسديل هو قاضي وسياسي كندي، ولد في 5 سبتمبر 1857 في تاتاماغوتشي في كندا، وتوفي في 21 أكتوبر 1922 في هاليفاكس في كندا. نشط حزبياً في الحزب الليبرالي في نوفا سكوشا ‏. وقد انتخب عضو مجلس نواب نوفا سكوشا ‏.